# Storia di Dublino
Le origini di Dublino risalgono a oltre 2000 anni fa. Per gran parte della sua lunga storia, la città è stata la capitale dell'Irlanda e il principale centro culturale ed economico dell'isola. Le vicende positive e negative della storia irlandese (guerre, rivoluzioni, carestie, dominazioni straniere, innovazioni socio-culturali) hanno trovato a Dublino il principale palcoscenico.

## Fondazione e storia antica
Il riferimento più antico a Dublino appare negli scritti di Claudio Tolomeo, l'astronomo e cartografo greco, attorno all'anno 140 d.C., che la chiama Eblana Civitas. Questa parola sembrerebbe dare a Dublino una giusta pretesa di almeno 2000 anni di antichità, dato che l'insediamento deve essere esistito già da molto tempo prima che Tolomeo ne venisse a conoscenza.
Nel X secolo, erano presenti due insediamenti nel luogo dove oggi sorge la città moderna. Un insediamento vichingo, conosciuto come An Dubh Linn (o Black Pool, in riferimento a un laghetto di acqua nera, era chiamato Dyflin o Dyflinnaborg dai vichinghi), situato nella zona oggi conosciuta come Wood Quay, e un insediamento celtico, Áth Cliath ("guado recintato") più lontano, sul fiume. Dal nome dell'insediamento celtico deriva quello della città in lingua irlandese (Baile Átha Cliath), mentre il nome in inglese moderno deriva dall'insediamento vichingo. I vichinghi, o Ostmen nella loro lingua, dominarono Dublino per almeno tre secoli, malgrado la loro sconfitta da parte del Re Supremo d'Irlanda Brian Boru nella battaglia di Clontarf nel 1014.
La Dublino vichinga aveva un grande mercato di schiavi. I thrall venivano catturati e venduti, non solo dagli scandinavi ma anche dai signori della guerra irlandesi. Questo ufficialmente finì con l'adozione delle Leggi Brehon ma in realtà continuò ancora per un secolo.
Dublino celebrò il suo millennio nel 1988 con lo slogan "Dublino è grande nell'88". La città è molto più vecchia, ma fu proprio nel 988 che il re scandinavo Glun Iarainn riconobbe Mael Seachlainn II Mor, il Re Supremo d'Irlanda, acconsentendo a pagare le tasse e accettando le Leggi Brehon. Fu celebrata quella data, ma potrebbe non essere accurata. Nel 989 (non 988) Mael Seachlainn pose sotto assedio la città per 20 giorni e la catturò. Questo non era il suo primo attacco alla città.
Dublino divenne il centro del potere inglese in Irlanda dopo la conquista normanna del XII secolo della metà meridionale dell'Irlanda (Munster e Leinster), rimpiazzando Tara nel Meath, sede dei Re Supremi d'Irlanda gaelici come centro del sistema di governo irlandese. Col tempo, comunque, molti dei conquistatori Anglo-Normanni assorbirono la cultura irlandese, adottando lingua e costumi irlandesi, lasciando solo una piccola area attorno Dublino, conosciuta come "The Pale" (il limite/confine), sotto il diretto controllo inglese. Le persone al di fuori di quest'area erano considerate dei selvaggi, facendo nascere l'espressione inglese "Beyond the Pale" (fuori dei limiti).

## Dublino nel Medioevo
Dopo la presa di Dublino ad opera dei normanno-irlandesi nel 1171, molti degli abitanti scandinavi lasciarono la vecchia città, situata sulla sponda meridionale del fiume Liffey e costruirono un loro insediamento sulla sponda a nord, conosciuto come Ostmantown o "Oxmantown". Dublino divenne la capitale della "Signoria d'Irlanda" inglese dal 1171 in avanti e fu ampiamente popolata con coloni provenienti dall'Inghilterra e dal Galles. Anche l'area rurale attorno alla città, che si estendeva a nord fino a Drogheda, vide un massiccio insediamento anglosassone. Nel XIV secolo, quest'area fu fortificata contro i nativi irlandesi in aumento – divenendo conosciuta come "The Pale". Nella stessa Dublino, il governo inglese era concentrato nel Castello di Dublino. La città era anche la sede del Parlamento d'Irlanda, composto dai rappresentanti della comunità inglese in Irlanda. Fra gli importanti edifici che rimangono di quest'epoca ci sono la Cattedrale di San Patrizio, la Cattedrale di Christchurch e la chiesa di Saint Audoen, tutti distanti non più di un chilometro l'uno dall'altro. L'unica sezione esistente delle mura medioevali di Dublino sovrasta Saint Audoen in Cook Street.
Gli abitanti del Pale avevano sviluppato nell'enclave assediata un'identità di baluardo della civiltà, circondato all'esterno dai "barbari" irlandesi. La mentalità di "fortezza assediata" dei dublinesi del medioevo si rifletteva molto bene nel pellegrinaggio annuale al campo di Cullen a Ranelagh, dove nel 1209 durante una fiera, furono massacrati dal clan di O'Toole 500 coloni appena giunti da Bristol. Ogni anno, in occasione del "lunedì nero", i cittadini di Dublino marciavano fuori dalla città fino al luogo del massacro e innalzavano uno stendardo nero in direzione delle montagne per sfidare gli irlandesi a combattere con un gesto simbolico. Era considerata una cosa talmente pericolosa che fino al XVII secolo i partecipanti venivano scortati dalla milizia cittadina e veniva innalzata una palizzata contro "la montagna nemica".

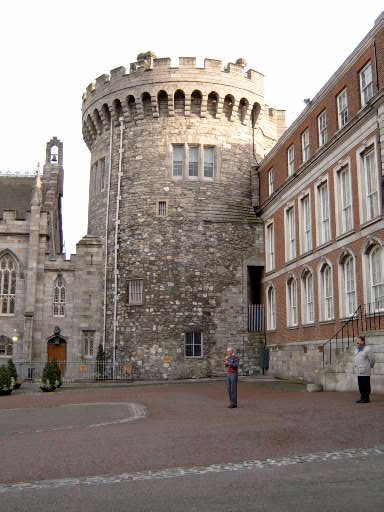
Una delle torri medievali del castello di Dublino. Alla sua sinistra c'è la Cappella Reale.

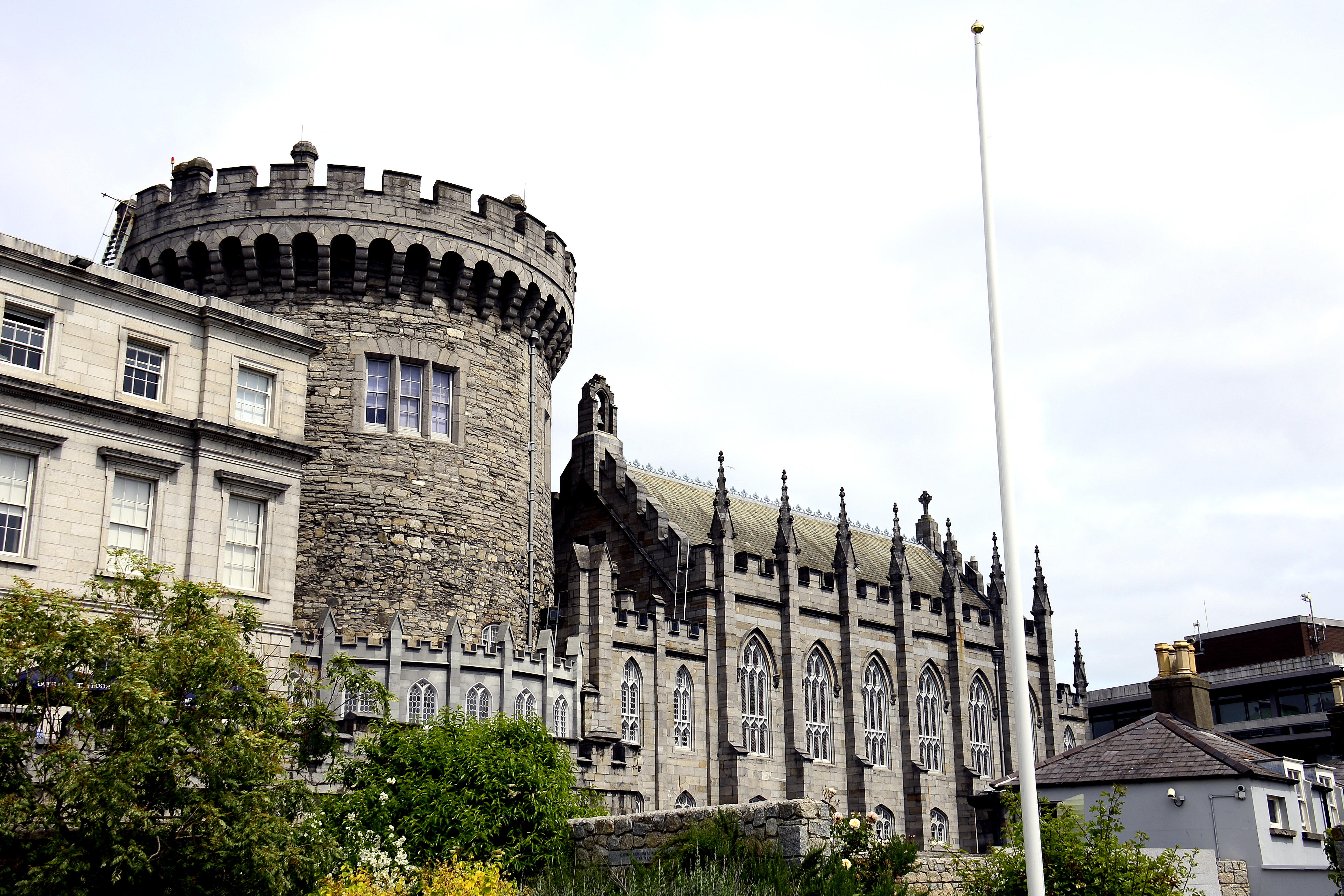
La torre medievale, vista dal lato sinistro del castello.

La Dublino medievale era una salda ed intima roccaforte di circa 5-10000 persone, talmente intima che ogni cittadino sposato da poco veniva accompagnato dal sindaco fino all'arena cittadina per baciare la recinzione in segno di buon auspicio. Era un'area molto piccola, un'enclave di poco più di 3 km² che costeggiava la riva sud del Liffey. Fuori dalle mura cittadine fiorivano i sobborghi, come the Liberties, sulle terre dell'arcivescovo di Dublino, e Irishtown, dove avrebbero dovuto vivere gli irlandesi gaelici, espulsi dalla città da una legge del XV secolo. Anche se si riteneva che i nativi irlandesi non vivessero nella città e nei suoi dintorni, molti incominciarono ad abitarci veramente e dal XVI secolo i resoconti inglesi iniziarono a contenere delle lamentele sul fatto che il gaelico irlandese stava diventando la lingua di tutti i giorni nel Pale a discapito dell'inglese.
La vita nella Dublino del medioevo era molto precaria. Nel 1348, la città fu colpita dalla peste nera, un'epidemia letale che nella metà del XIV secolo devastò l'Europa. A Dublino, le vittime dell'epidemia erano seppellite in fosse comuni, in un'area che ancora oggi è chiamata "Blackpitts". In città la peste continuò a ripresentarsi a più riprese fino alla sua esplosione più violenta nel 1649. La città fu anche scena di costanti guerre, assedi e violenze. Per tutto il Medioevo versò una tassa (o "black rent") ai vicini clan irlandesi per evitare le aggressioni e le scorribande. Nel 1314, un'armata di invasori scozzesi bruciò i sobborghi della città. Gli inglesi, che non avevano intenzione di continuare direttamente l'oneroso supporto alle poche colonie irlandesi assegnarono la difesa di Dublino ai Fitzgerald, conti di Kildare, che dominarono la scena politica fino al XVI secolo. Tuttavia, questa dinastia perseguì spesso i propri interessi privati, spesso contrastanti con quelli dei sovrani inglesi. Nel 1487, durante la guerra delle due rose, i Fitzgerald assediarono la città con l'aiuto delle truppe della Borgogna, proclamando re d'Inghilterra Lambert Simnel, della casata di York. Nel 1536, la stessa dinastia, guidata da Silken Thomas, invase il castello di Dublino per vendicare l'imprigionamento di Garret Fitzgerald, conte di Kildare. Enrico VIII d'Inghilterra inviò un esercito numeroso per distruggere i Fitzgerald e sostituirli con amministratori inglesi. Fu l'inizio di un rapporto più stretto, ma non sempre felice, tra Dublino e la corona inglese.

## Dublino coloniale

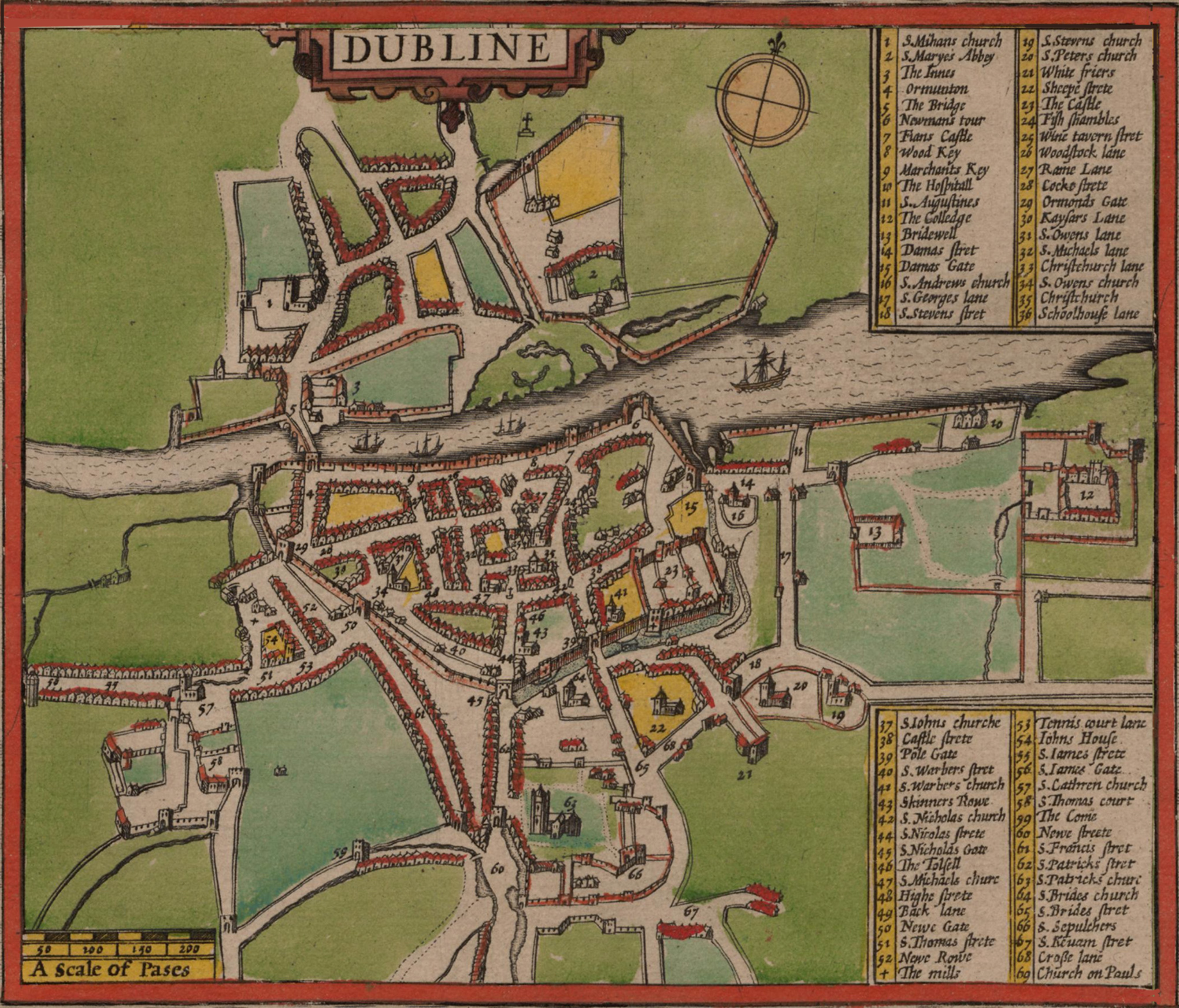
Dublino nel 1610 - ristampa del 1896

Dublino e i suoi abitanti furono scossi dagli sconvolgimenti del XVI e del XVII secolo in Irlanda. Furono testimoni della prima riconquista inglese dell'intera isola ad opera dei Tudor. La vecchia comunità inglese di Dublino e il Pale accolsero con entusiasmo la conquista e il disarmo dei nativi irlandesi ma allo stesso tempo furono profondamente sconvolti dalla Riforma protestante avvenuta in Inghilterra, poiché erano quasi tutti cattolici romani. In più, furono costretti a pagare una tassa extraparlamentare (conosciuta come "cess") per le guarnigioni inglesi del paese. Molti dublinesi furono giustiziati per aver preso parte alle ribellioni di Desmond intorno al 1580. Il malcontento si acuì durante la guerra irlandese dei nove anni intorno al 1590. In quell'occasione i soldati inglesi, per ordine di un decreto, stanziavano nelle case dei cittadini, diffondendo malattie e facendo aumentare il prezzo del cibo. In assenza di un vero ospedale, i feriti giacevano lungo le strade. Nel 1597, esplose un magazzino inglese di polvere da sparo in Winetavern Street, uccidendo 200 dublinesi.
Nel 1592, Elisabetta I d'Inghilterra inaugurò il Trinity College di Dublino (a quel tempo situato al di fuori delle mura, nella parte orientale della città): era un'università protestante destinata all'aristocrazia irlandese. Tuttavia, le famiglie più importanti di Dublino la disdegnarono, mandando i figli a studiare nelle università cattoliche europee.
Come risultato delle tensioni, le autorità inglesi iniziarono a considerare i dublinesi un popolo di gente indisponente e incoraggiarono l'insediamento dei protestanti provenienti dall'Inghilterra. Questa nuova ondata di protestanti gettò le basi dell'amministrazione inglese in Irlanda, durata fino al XIX secolo.
A Dublino i protestanti superarono in numero i cattolici intorno al 1640, quando migliaia di persone abbandonarono la città per sfuggire alla ribellione irlandese del 1641. Quando successivamente la città venne minacciata dalle forze cattoliche irlandesi, gli inglesi espulsero tutti gli abitanti di religione cattolica. Nel decennio che va dal 1640 al 1650, la città fu assediata due volte durante le guerre confederate irlandesi, nel 1646 e nel 1649. Tuttavia in entrambi i casi gli aggressori furono estromessi prima che potesse scoppiare una guerra logorante. Nel 1649, durante il secondo assedio, la guarnigione parlamentare inglese di Dublino inviò alla battaglia di Rathmines un'armata composta da confederati irlandesi e monarchici inglesi: la battaglia venne combattuta nei sobborghi meridionali della città.
Intorno al 1650, dopo la conquista dell'Irlanda ad opera di Oliver Cromwell, ai cattolici fu proibito sostare entro le mura della città (legge per la colonizzazione dell'Irlanda del 1652) ma questa legge venne applicata solo per un breve periodo. Nel 1691 entrarono in vigore le Leggi penali irlandesi, volte a sostituire la classe dei proprietari terrieri cattolici (o presbiteriani) con una classe di landowners di fede anglicana. Tra gli effetti di questa discriminazione religiosa, che pose al potere una classe benestante minoritaria anglicana in Irlanda, vi fu anche quello di provocare l'abbandonamento, da parte della vecchia comunità cattolica inglese, delle proprie radici portandola a considerarsi parte della comunità dei nativi irlandesi.
Alla fine del XVII secolo Dublino era la capitale del Regno d'Irlanda, governato dalla nuova minoranza inglese di religione protestante. Dublino (insieme all'Ulster) era l'unica città dell'Irlanda dove, nel 1700, i protestanti erano la maggioranza. Nel secolo successivo divenne più grande, più pacifica e prosperosa che mai.

### Dalla città medievale alla Dublino georgiana
Vedi anche Dublino georgiana

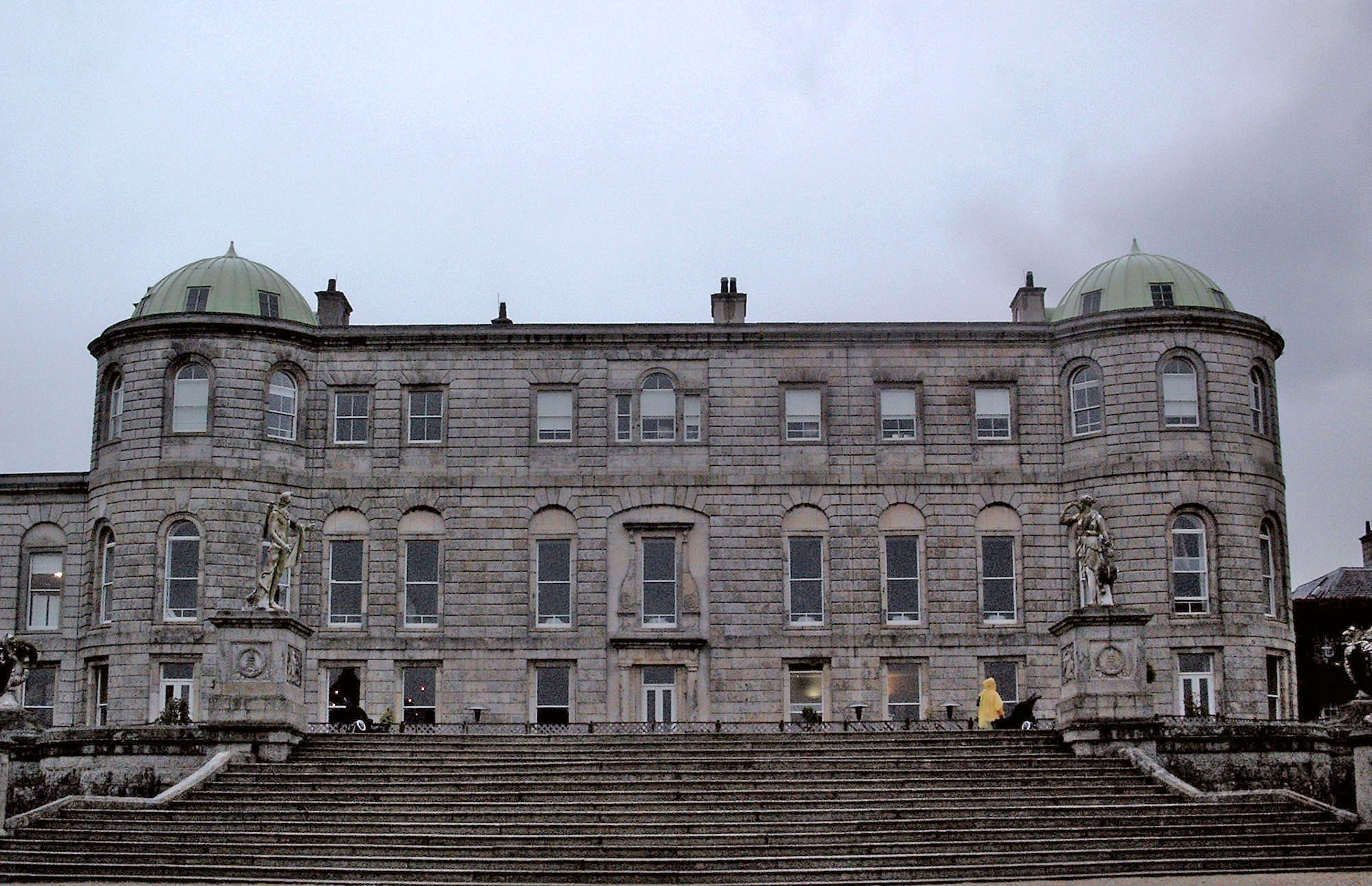
Powerscourt House: la residenza dublinese del visconte Powerscourt. Negli anni 1980 venne trasformata in un centro commerciale

All'inizio del XVIII secolo gli inglesi avevano stabilito il controllo sulla maggioranza cattolica della popolazione irlandese, imponendo le leggi penali britanniche. A Dublino l'ascendenza protestante prosperava florida e dal XVII secolo in poi la città incominciò ad espandersi rapidamente. Nel 1700 Dublino, con oltre 60 000 abitanti era la seconda città più importante, dopo Londra, dell'Impero britannico. Durante la Restaurazione, James Butler, primo duca di Ormonde, futuro Lord Deputato d'Irlanda, incominciò a prendere i primi provvedimenti per la modernizzazione di Dublino; le case sul fiume Liffey vennero girate e vennero costruite delle facciate più gradevoli. Tutto ciò era in contrasto con il passato, quando Dublino guardava dall'altra parte del fiume, usato spesso come discarica.
Dublino si affacciò al XVIII secolo come una città medievale simile a Parigi. Nel corso di questo secolo subì una profonda modificazione (come sarebbe successo a Parigi nel XIX secolo). La Wide Streets Commission fece demolire molte delle strette viuzze medievali, rimpiazzandole con le ampie strade in stile georgiano. Furono riprogettate Sackville Street (oggi O'Connell Street), Dame Street, Westmoreland Street e D'Olier Street, tutte costruite in seguito alla demolizione delle precedenti vie medievali e dei relativi agglomerati. Sorsero inoltre cinque delle maggiori piazze georgiane; Rutland Square (oggi Parnell Square) e Mountjoy Square nel North Side, e Merrion Square, Fitzwilliam Square e Saint Stephen's Green, tutte sulla riva sud del Liffey. Anche se inizialmente le abitazioni dei benestanti venivano costruite sulla sponda settentrionale, in posti come Henrietta Street e Rutland Square, la decisione del Conte di Kildare (il primo premier irlandesi dei pari, diventato in seguito duca di Leinster) di costruire la residenza di città, Kildare House (rinominata poi "Leinster House" dopo l'investitura) sulla sponda meridionale, invogliò i pari a costruire lì le proprie case, nelle tre maggiori piazze del South Side o comunque sia nelle vicinanze. Le moltissime residenze del North Side finirono col diventare delle case popolari atte ad ospitare i tantissimi poveri, spesso sfruttati dagli affittacamere, che stipavano in una stanza georgiana intere famiglie. Solo la parte vecchia della città, il Temple Bar, (tra Dame Street e il Liffey) e la zona intorno a Grafton Street rimasero inalterate, conservando intatte le strette vie medievali.
Nonostante le evoluzioni dell'Illuminismo nei campi dell'architettura e della musica (il Messiah di Georg Friedrich Händel venne eseguito per la prima volta in Fishamble Street), durante il XVIII secolo Dublino rimase decisamente un luogo impervio. La popolazione dei ghetti crebbe rapidamente, infoltita dall'emigrazione rurale, e la maggior parte dei poveri si stabilì nei quartieri occidentali della città. Le bande rivali come i Liberty Boys (tessitori dei Liberties) e gli Ormonde Boys (macellai della banchina di Ormonde nel North Side) combattevano ferocemente le proprie battaglie lungo le strade, armati pesantemente e qualche volta causando anche dei morti. Era anche frequente assistere alle dimostrazioni violente della folla di Dublino fuori dal Parlamento Irlandese quando venivano approvate delle leggi impopolari.
L'emigrazione dalle campagne a Dublino causò uno sbilancio demografico e nel tardo XVIII secolo i cattolici erano nuovamente in maggioranza.

### Rivolte, unione ed emancipazione cattolica

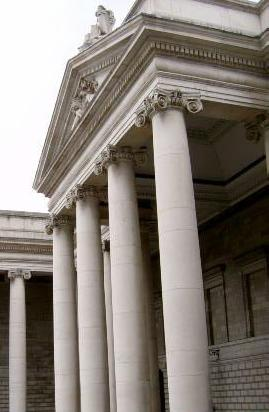
Il Parlamento Irlandese
Costruito nel decennio che va dal 1720 al 1730, l'edificio è stato la sede della Camera dei Comuni e della Camera dei Lord fino al 1800. Ora è una filiale della Banca d'Irlanda.

Fino al 1800 la città era governata da un parlamento irlandese (anche se di stampo anglicano), ed è durante questo periodo che furono costruiti la maggior parte degli edifici in stile Georgiano. Alla fine del XVIII secolo, i protestanti irlandesi - discendenti dei coloni britannici - erano giunti a considerare l'Irlanda come la loro nazione d'origine, e il parlamento irlandese si agitò con successo per una maggiore autonomia e migliori termini commerciali con la Gran Bretagna. I liberali iniziarono a parlare di abrogazione delle leggi penali irlandesi e di porre fine alle conseguenti discriminazioni contro i cattolici.
Comunque, sotto l'influenza della rivoluzione americana e francese, alcuni radicali irlandesi si spinsero oltre e formarono gli United Irishmen, per creare una repubblica indipendente, non-settaria e democratica. Tra i capi dell'Irlanda Unita a Dublino vi erano Napper Tandy, Oliver Bond e Edward Fitzgerald. Wolfe Tone, il capo del movimento, era anch'egli di Dublino. Gli United Irishmen progettarono di conquistare Dublino con sommosse di strada nel 1798, ma i loro capi vennero arrestati e la città occupata da una forte presenza militare britannica, poco prima che i ribelli si radunassero. Ci furono alcuni combattimenti locali nei sobborghi cittadini - come a Rathfarnham, ma la città rimase fermamente sotto controllo delle autorità durante la ribellione del 1798.
L'influenza protestante fu sconvolta dagli eventi degli anni 1790, così come lo fu il governo britannico. In risposta a questi eventi, nel 1801, in base all'Atto di Unione Irlandese, che unì il Regno d'Irlanda con il Regno di Gran Bretagna per formare il Regno Unito di Gran Bretagna e Irlanda, il parlamento irlandese votò la sua propria scomparsa e Dublino perse molta della sua influenza politica. Anche se la crescita della città continuò, Dublino soffrì finanziariamente per la perdita del parlamento e più direttamente per la perdita delle entrate che sarebbero derivate dall'arrivo di centinaia di pari e di membri del parlamento e di migliaia di inservienti, per le sessioni parlamentari e per la stagione sociale della corte vicereale nel Castello di Dublino. Nel giro di pochi anni, molte delle magioni più belle, comprese Leinster House, Powerscourt House e Aldborough House, un tempo possedute da pari che trascorrevano gran parte dell'anno nella capitale, vennero messe in vendita. Molti degli un tempo eleganti quartieri georgiani si trasformarono rapidamente in sobborghi. Nel 1803 Robert Emmet, fratello di uno dei capi dell'Irlanda Unita, lanciò un'altra ribellione in città, che però venne sedata facilmente e portò all'impiccagione dello stesso Emmet.
Nel 1829 i cattolici irlandesi recuperarono la piena cittadinanza del Regno Unito. Questo fu in parte un risultato delle agitazioni provocate da Daniel O'Connell, che organizzò raduni di massa per l'emancipazione cattolica a Dublino e in altri luoghi. O'Connell inoltre, fece campagna politica senza successo per una restaurazione dell'autonomia legislativa irlandese. O'Connell venne in seguito eletto Lord Mayor di Dublino, ed è ricordato ancora oggi tra i sindacalisti della città per aver chiamato l'esercito britannico a sopprimere uno sciopero durante il suo mandato.

### Tardo XIX secolo
Dopo l'emancipazione e con la graduale estensione del diritto di votare nella politica britannica, i nazionalisti irlandesi (principalmente cattolici) ottennero il controllo del governo municipale di Dublino alla fine del XIX secolo. Ciò spinse molti dei protestanti di Dublino e delle classi alte unioniste a trasferirsi fuori dalla città, nei nuovi sobborghi di Ballsbridge, Rathmines e Rathgar - che si distinguono ancora per la loro graziosa architettura Vittoriana e per le organizzazioni originariamente lealiste come la Royal Dublin Society. Una nuova ferrovia collegava inoltre Dublino con il sobborgo della classe media di Dún Laoghaire, allora chiamato Kingstown.
Dublino, contrariamente a Belfast a nord, non sperimentò il pieno effetto della rivoluzione industriale e come risultato, la disoccupazione fu sempre alta in città. Industrie come il birrificio Guinness, la distilleria Jameson, e la fabbrica di biscotti Jacob's, fornivano gli impieghi più stabili. Nuovi sobborghi per la classe operaia sorsero a Kilmainham e Inchicore. Un altro grande datore di lavoro era il sistema tramviario, gestito da una compagnia privata - la Dublin United Tramway Company 3.

### Monto

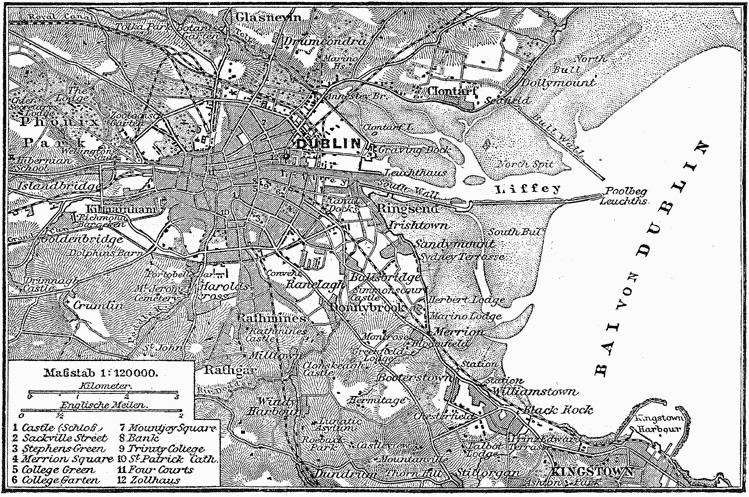
Mappa tedesca di Dublino del 1888

Paradossalmente, anche se Dublino declinò in termini di benessere e importanza dopo l'Atto di Unione, crebbe costantemente in dimensioni per tutto il XIX secolo. Nel 1900 la popolazione superava le 400 000 unità. Assieme alla città crebbe anche il suo livello di povertà. Benché descritta come "la seconda città dell'Impero (britannico)", il suo grande numero di catapecchie divenne tristemente noto, e venne menzionato da scrittori come James Joyce. Un'area chiamata Monto (in o attorno a Montgomery Street) divenne tristemente nota come il più grande quartiere a luci rosse dell'Impero Britannico, sostenuto economicamente dal numero di caserme (e quindi di soldati) dell'esercito britannico, in particolare la Royal Barracks (in seguito Collins Barracks e oggi una delle sedi del Museo Nazionale d'Irlanda). Monto chiuse infine a metà degli anni 1920, a seguito di una campagna contro la prostituzione condotta dalla cattolica Legione di Maria, dopo che la sua redditività era già stata gravemente minata dal ritiro dei soldati dalla città, successivo al Trattato Anglo-Irlandese (dicembre 1921) e alla costituzione dello Stato Libero d'Irlanda (6 dicembre 1922).

### La serrata

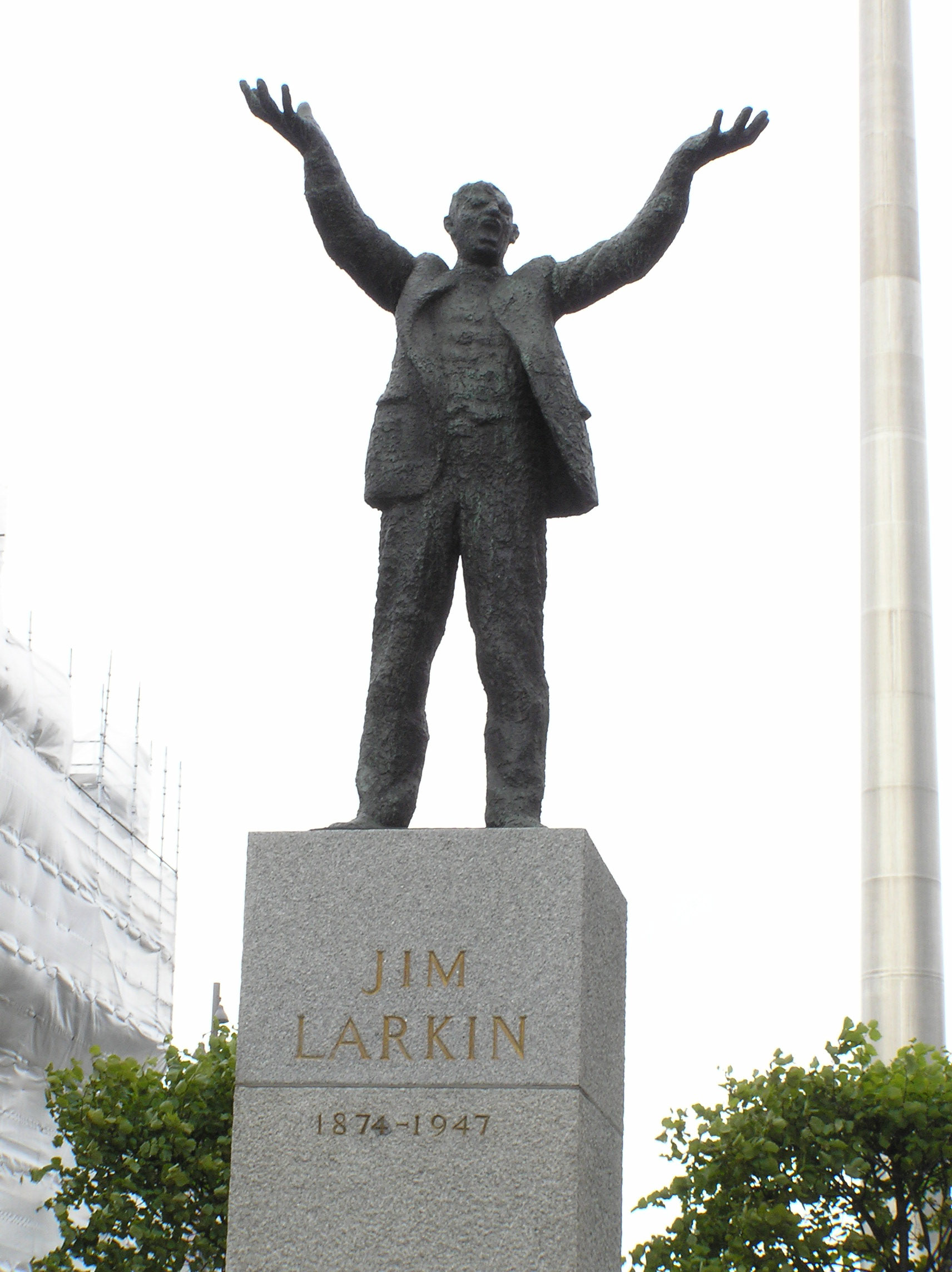
Statua di James Larkin in O'Connell Street (Oisín Kelly 1977)

Nel 1913, Dublino sperimentò uno dei più grandi e aspri scioperi che si siano mai visti in Gran Bretagna o in Irlanda - noto come la Serrata. Lo sciopero venne promosso dalle attività di James Larkin, un sindacalista militante, che tentò di organizzare i lavoratori sottopagati di Dublino. Larkin fondò la Irish Transport and General Worker's Union (ITGWU) e cercò di ottenere miglioramenti nelle paghe e nelle condizioni di lavoro tramite l'uso di scioperi che suscitassero solidarietà. In risposta William Martin Murphy, che possedeva la Dublin Tram Company, organizzò un cartello di datori di lavoro che accettò di licenziare qualsiasi membro dell'ITGWU e di far sì che gli altri dipendenti accettassero di non entrarvi a farne parte. Larkin a sua volta invitò allo sciopero i lavoratori tramviari. A ciò seguirono i licenziamenti o la "serrata" di qualsiasi lavoratore di Dublino che non si fosse ritirato dai sindacati. Nel giro di un mese 25 000 lavoratori erano o in sciopero o "serrati". Le dimostrazioni durante la disputa furono marcate da scontri cruenti con la Dublin Metropolitan Police, che fecero 3 morti e centinaia di feriti. James Connolly, come risposta fondò la Irish Citizen Army per difendere gli scioperanti dalla polizia. La serrata durò per sei mesi, dopo i quali gran parte dei lavoratori, le cui famiglie in molti casi stavano morendo di fame, lasciarono il sindacato e tornarono al lavoro.

### La fine del dominio britannico

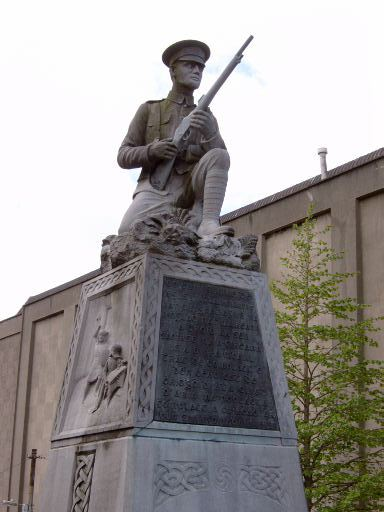
Un memoriale della guerra d'indipendenza irlandese a Dublino

Nel 1914 l'Irlanda sembrò sull'orlo di ottenere la home rule (l'autogoverno) ma lo scoppio della I guerra mondiale ne provocò il rinvio. Nell'aprile 1916 una piccola banda di repubblicani irlandesi, guidati da Padraig Pearse, inscenò quella che divenne nota come l'insurrezione di Pasqua a Dublino. La sollevazione vide le forze ribelli prendere il controllo dei punti nevralgici della città, che furono poi costretti a cedere alle truppe britanniche dopo settimane di combattimenti. Gran parte del centro cittadino venne distrutto dal fuoco dei proiettili e circa 500 persone, prevalentemente civili, restarono uccise. In aggiunta, la ribellione venne segnata da ondate di saccheggi e illegalità da parte degli abitanti dei ghetti di Dublino.
Anche se l'insurrezione venne soppressa in modo relativamente facile da parte del governo britannico, e inizialmente si scontrò con l'ostilità di molti irlandesi, l'opinione pubblica passò gradualmente ma decisamente dalla parte dei ribelli, i cui leader in molti casi erano stati giustiziati dall'esercito britannico successivamente all'insurrezione. Nel dicembre 1918 il partito ora controllato dai ribelli, il Sinn Féin, ottenne una schiacciante maggioranza al parlamento irlandese. Invece di prendere il loro posto nella Camera dei Comuni britannica, essi si radunarono nella residenza del Lord Mayor di Dublino e si proclamarono come Dáil Éireann (l'Assemblea d'Irlanda).
Tra il 1919 e il 1921 l'Irlanda visse la guerra d'indipendenza. Le unità dell'IRA di Dublino condussero una campagna di guerriglia urbana contro la polizia e l'esercito britannico. Fu tale la regolarità degli attacchi alle pattuglie britanniche, che l'area tra le vie Camden e Aungier venne soprannominata i "Dardanelli" (luogo dove si svolse la campagna di Gallipoli) dai soldati britannici. Il singolo giorno più sanguinoso di questi "problemi" a Dublino fu il Bloody Sunday del 1920, quando la squadra irlandese di Michael Collins assassinò 18 agenti britannici (si veda Cairo gang) attorno alla città e i britannici si vendicarono aprendo il fuoco sulla folla che assisteva ad un incontro di calcio gaelico a Croke Park, uccidendo 14 civili e ferendone 65. Nel maggio 1921, l'IRA diede alle fiamme la Custom House, uno degli edifici più belli di Dublino, che ospitava il quartier generale del governo locale in Irlanda. Cinque uomini dell'IRA vennero uccisi nell'operazione e oltre 80 catturati.
A seguito di una tregua, una pace negoziata, nota come Trattato Anglo-Irlandese, venne firmata tra Regno unito e Irlanda. Il trattato creava uno Stato irlandese composto da 26 contee e dotato di autogoverno, noto come Libero Stato d'Irlanda. Questo episodio innescò lo scoppio della guerra civile irlandese del 1922-23, quando gli intransigenti repubblicani che facevano parte del movimento nazionalista presero le armi contro quelli che avevano accettato un compromesso con i britannici. La guerra civile ebbe inizio a Dublino, quando le forze contrarie al trattato presero il controllo dell'edificio delle Four Courts. Essi si arresero dopo un bombardamento di artiglieria da parte di truppe del Libero Stato, ma alcuni dei loro compagni occuparono O'Connell Street, nella quale si svolsero scontri per un'altra settimana prima che l'esercito del Libero Stato mettesse in sicurezza la capitale. Dublino fu relativamente calma in seguito, anche se la guerriglia infuriò nelle province. Il nuovo governo del Libero Stato riuscì a soffocare l'insurrezione verso la fine del 1923.

## Indipendenza

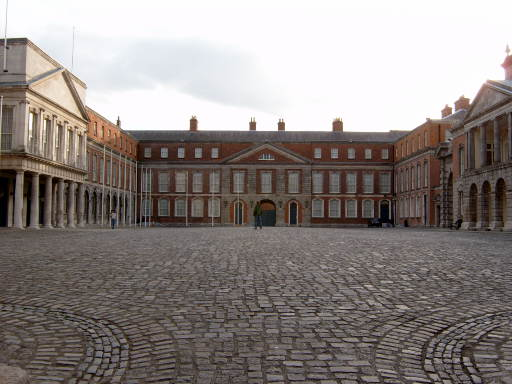
Il Castello di Dublino, sede del governo britannico fino al 1922.

Dublino aveva sofferto molto nel periodo 1916-1922. Fu la scena di una settimana di pesanti combattimenti nel 1916 e nuovamente allo scoppio della guerra civile nel 1922.
Molti degli edifici più belli di Dublino erano distrutti a quell'epoca; lo storico General Post Office (GPO) era uno scheletro bombardato dopo la rivolta del 1916; la Custom House di James Gandon venne bruciata dall'IRA nella guerra d'indipendenza, mentre uno dei capolavori sopravvissuti di Gandon, la Four Courts era stata catturata dai repubblicani e bombardata dall'esercito pro-trattato (i repubblicani in risposta riempirono scioccamente di trappole esplosive l'Irish Public Records Office, distruggendo mille anni di archivi). Il nuovo Stato si sistemò meglio che poté. Il Governatore Generale venne insediato nell'ex Loggia Vicereale, residenza del Lord Luogotenente d'Irlanda britannico, perché si pensava che fosse uno dei pochi luoghi dove non si trovasse in pericolo da parte dei sicari repubblicani. Il parlamento venne temporaneamente stabilito nel vecchio palazzo del Duca di Leinster, Leinster House, dove è poi sempre rimasto. Nel tempo, il GPO, la Custom House e le Four Courts vennero ricostruiti. Anche se vennero proposti grandi piani per Dublino, inizialmente non si ebbe nessun grande rimodellamento.

### L'"emergenza"
L'Irlanda rimase rigorosamente neutrale durante la seconda guerra mondiale, al punto che non venne nemmeno chiamata "la guerra" nei discorsi irlandesi, ma "l'emergenza". Dublino scampò ai massicci bombardamenti della guerra grazie alla neutralità irlandese, anche se alcune bombe vennero sganciate da aerei della Luftwaffe, colpendo il North Wall - un quartiere operaio nella parte settentrionale del centro della città. Il bombardamento venne dichiarato come accidentale, anche se molti sospettarono che fu un atto deliberato di vendetta per la decisione di de Valera di inviare delle autopompe in aiuto alla popolazione di Belfast, a seguito di un pesante bombardamento della città. Secondo alcuni i bombardieri tedeschi sarebbero stati depistati verso Dublino dagli esperti della RAF.
Una fazione dell'IRA sperava di avvantaggiarsi della guerra ottenendo aiuto dai tedeschi per invadere l'Irlanda del Nord. Nel dicembre 1939 essa riuscì a rubare quasi tutte le munizioni dell'esercito irlandese in un raid al deposito di Phoenix Park a Dublino. Per rappresaglia, De Valera incarcerò i membri dell'IRA e ne giustiziò diversi. Gli anni di guerra videro anche il razionamento imposto su Dublino e il temporaneo allargamento della piccola comunità ebraica da parte di ebrei che cercavano scampo dalle persecuzioni naziste.

### Il problema dei quartieri fatiscenti

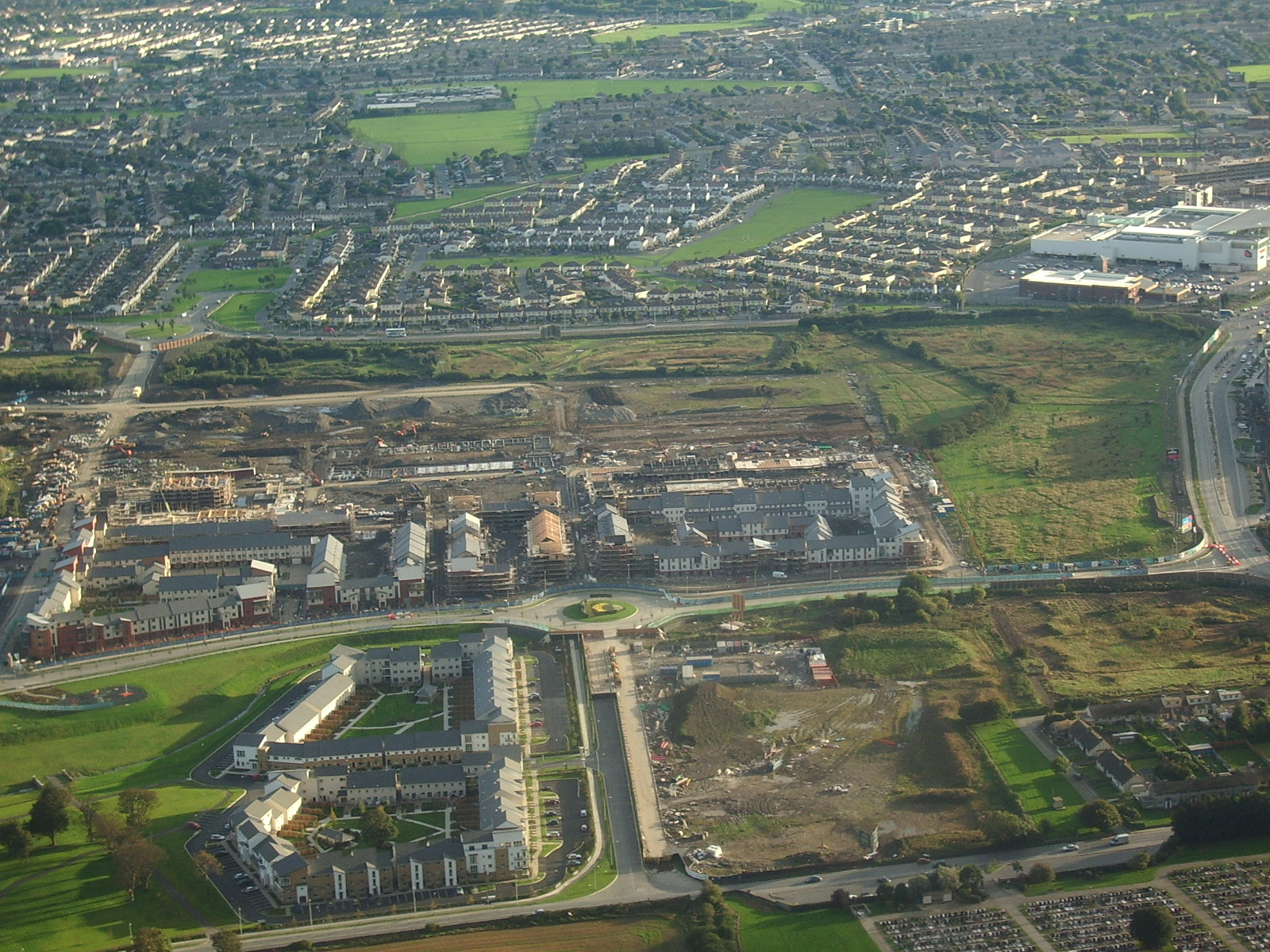
La periferia di Dublino

I primi tentativi di affrontare le estese aree diroccate di Dublino si ebbero nel 1932, quando Éamon de Valera, protagonista del 1916 e capo delle sconfitte forze anti-trattato nella guerra civile, ottenne il potere col voto alle urne. Grazie alla disponibilità di grossi finanziamenti, si iniziarono ad avere grossi cambiamenti. Prese il via uno schema per sostituire le catapecchie con alloggi decenti per i poveri di Dublino. Vennero costruiti alcuni nuovi sobborghi come Marino e Crumlin, ma i quartieri poveri nel centro della città rimasero.
Si dovette attendere fino agli anni 1960 perché venissero fatti sostanziali progressi nella rimozione delle catapecchie di Dublino, con migliaia di famiglie operaie trasferite nelle aree suburbane attorno ai confini della città. I successi di questo progetto furono alterni. Anche se le catapecchie vennero in gran parte rimosse, fu tale l'urgenza nel fornire le nuove abitazioni che poca pianificazione venne posta nei palazzi della nuova edilizia popolare. Nuovi sobborghi come Tallaght, Clondalkin e Ballymun acquisirono istantaneamente grandi popolazioni, fino a 50.000 abitanti nel caso di Tallaght, senza alcuna previsione per negozi, trasporti pubblici e posti di lavoro. Come risultato, per diversi decenni, queste zone divennero sinonimo di criminalità, abuso di droghe e disoccupazione. Negli anni recenti, tali problemi si sono in qualche modo mitigati, con l'arrivo del boom economico della cosiddetta Tigre Celtica. Tallaght in particolare è diventata più variegata dal punto di vista sociale ed ha oggi delle ampie strutture commerciali, ricreative e di trasporto. Ballymun, l'unica area in Irlanda dove è stato implementato uno schema abitativo sviluppato in verticale, è stata in gran parte demolita e ricostruita negli ultimi anni.
Ironicamente, data la ritrovata prosperità economica irlandese, esiste di nuovo una carenza di alloggi in città. la maggiore occupazione ha portato a una rapida crescita nella popolazione cittadina. Come risultato, i prezzi delle abitazioni in vendita o in affitto sono cresciuti nettamente, portando molti dublinesi a lasciare la città per acquistare case più economiche nelle contee di Meath, Louth, Kildare e Wicklow, pur continuando a recarsi quotidianamente a Dublino per lavoro. Ciò ha presumibilmente avuto un impatto negativo sulla qualità della vita in città - portando gravi problemi di traffico, lunghi tempi di percorrenza e una espansione urbana incontrollata.

### La distruzione della Dublino Georgiana negli anni 1960

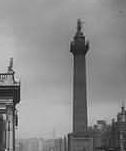
La colonna di Nelson in O'Connell Street -distrutta nel 1966

Come parte del programma di costruzioni che tra l'altro spazzò via i quartieri poveri del centro della città, a partire dagli anni 1950, la storica Dublino Georgiana finì sotto l'attacco concertato delle politiche di sviluppo del governo irlandese. Intere file di case del XVIII secolo vennero demolite, soprattutto in Fitzwilliam street e in St Stephen's Green, per far posto a palazzine di uffici ed edifici governativi. Gran parte di questo sviluppo fu alimentato da costruttori e speculatori desiderosi di trarre profitto dal vivace mercato immobiliare degli anni 1960, della fine anni 1970 e degli anni 1980. Molte costruzioni vennero realizzate da sostenitori del governo con l'intenzione di affittare con profitto a inquilini statali altamente desiderabili, come dipartimenti governativi e agenzie statali. È stato provato che molti edifici vennero approvati da ministri del governo personalmente legati ai costruttori coinvolti - spesso a detrimento dei contribuenti e della corretta pianificazione e conservazione della città di Dublino.

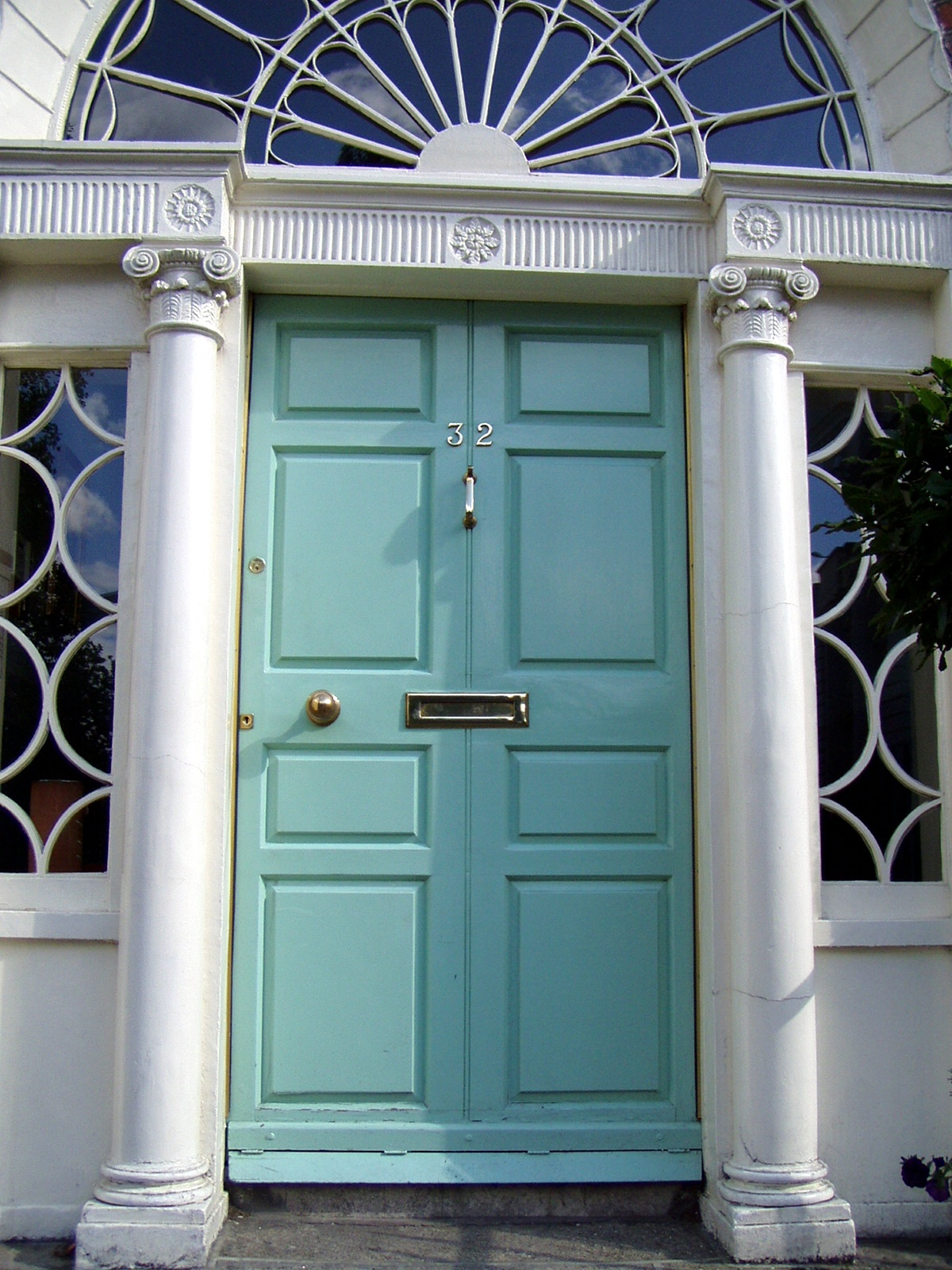
Una porta di una delle strutture georgiane sopravvissute

Alcuni di questi sviluppi vennero incoraggiati anche dall'ideologia nazionalista irlandese dominante all'epoca, che voleva spazzare via tutte le vestigia del passato coloniale irlandese. Un esempio estremo di questa linea di pensiero fu la distruzione da parte dell'IRA della Colonna di Nelson in O'Connell Street nel 1966. Questa statua del famoso ammiraglio britannico era stata uno dei punti di riferimento di Dublino per un secolo, ma venne fatta esplodere da una piccola bomba poco prima del cinquantesimo anniversario dell'insurrezione di Pasqua. Nel 2003, la colonna venne sostituita dalla Dublin Spire, un palo di metallo affusolato, alto 120 metri, eretto nello stesso punto. Si tratta della più alta struttura del centro di Dublino, visibile per chilometri. Composto da sette parti, venne assemblato usando la più grossa gru disponibile in Irlanda.
Mentre le pratiche distruttive degli anni sessanta diminuirono negli anni successivi, un fenomeno che invece prese piede fu quello di sostituire gli edifici storici con moderni aventi la facciata in uno stile che replicava quello georgiano. Interi settori di Harcourt Street e St. Stephen's Green furono demoliti e ricostruiti in questa maniera negli anni settanta-ottanta, come anche molte parti di Parnell Square, Kildare St., North Great George's Street e molte altre aree della città. Molti considerarono questa pratica come una "facile via di fuga" per i costruttori, una rispettabile facciata georgiana veniva mantenuta mentre il "progresso" poteva proseguire indisturbato dietro di essa. Questo approccio costruttivo durò fino ai primi anni novanta, quando si impose una politica più rigorosa di conservazione.
Comunque, non furono solo i luoghi associati alla presenza britannica in Irlanda a cadere vittime dei costruttori irlandesi. Il Wood Quay - dove si trovavano i resti più vecchi della Dublino vichinga, venne anch'esso demolito e sostituito dalla sede centrale del governo locale della città, anche se non senza una lunga e acrimoniosa lotta tra il governo e i conservazionisti. Più di recente si è avuta una controversia simile sul progetto dell'autostrada M50 che attraversava il sito del Castello di Carrickmines - parte del confine meridionale del Pale in epoca medievale. Di recente si è insinuato che molte di queste controverse opere di costruzione a Dublino - su spazi verdi e su edifici storici - siano state permesse come risultato di corruzione e patronaggi dei politici da parte dei costruttori. A partire dagli anni 1990 ci sono stati una serie di tribunali creati per investigare la corruzione presente nel processo di pianificazione di Dublino.

### I "problemi" del Nord
Dublino sostanzialmente non venne toccata dal conflitto civile che infuriò nell'Irlanda del Nord dal 1969 alla fine degli anni 1990, con l'eccezione di diversi attentati dinamitardi nei primi anni 1970, e in particolare uno in Talbot street nel 1974. Gli attentati di Dublino e Monaghan il 17 maggio 1974, furono una serie di attacchi terroristici che colpirono Dublino e Monaghan, che causarono 33 morti (26 dei quali a Dublino), e quasi 300 feriti, il più alto numero di vittime in un solo giorno nel periodo dei cosiddetti Troubles. Anche se all'epoca nessuna organizzazione rivendicò la paternità degli attacchi, ne vennero diffusamente incolpati i paramilitari lealisti dell'Irlanda del Nord (in particolare l'UVF) . Nel 1993 l'Ulster Volunteer Force ammise di aver perpetrato gli attacchi. Si è molto speculato sul fatto che gli attentatori vennero aiutati da membri delle forze di sicurezza britanniche.
Altre occasioni in cui il conflitto nordirlandese ebbe un impatto su Dublino furono nel 1972, quando una folla inferocita diede fuoco all'ambasciata britannica di Dublino per protestare contro l'uccisione di 13 civili a Derry, nel Bloody Sunday, da parte delle truppe britanniche, e nel 1981, quando i contestatori repubblicani dell'Anti H-Block cercarono di prendere d'assalto la nuova ambasciata britannica di Ballsbridge in risposta allo sciopero della fame dei membri dell'IRA imprigionati nel Regno Unito. Dopo diverse ore di scontri violenti con il Gardai, i dimostranti vennero dispersi.
Altre dimostrazioni più grosse e pacifiche si tennero a Dublino negli anni 1990, chiedendo la fine della campagna della Provisional IRA nel Nord. la più grande di queste si svolse nel 1993, quando 20 000 persone dimostrarono in O'Connell Street dopo che l'IRA aveva ucciso due bambini in un attentato a Warrington nell'Inghilterra settentrionale. Dimostrazioni simili si ebbero nel 1995 e nel 1996, quando l'IRA pose fine al suo "cessate il fuoco" deciso nel 1994, con attentati a Londra e Manchester. Più di recente, il 25 febbraio 2006 scoppiò una lotta tra la Gardaí e un gruppo di repubblicani che protestavano contro una parata lealista del Love Ulster in O'Connell Street. Al piccolo gruppo di attivisti politici si unirono centinaia di giovani locali e gli scontri proseguirono in O'Connell Street, dove vennero saccheggiati tre negozi, per quasi tre ore.

### Il problema eroina
Dagli anni 1970 agli anni 1990, Dublino ha sofferto per una grave ondata di tossicodipendenza e dei crimini ad essa associati, che hanno colpito le aree della classe operaia. L'introduzione dell'eroina nel centro della città, alla fine degli anni 1970, accentuò i problemi sociali associati a disoccupazione, alloggi fatiscenti e povertà. Questi problemi avevano due aspetti. In primo luogo, la dipendenza da eroina causò un'ondata di piccola criminalità, come scippi, rapine, ecc., da parte dei tossicodipendenti che cercavano di assicurarsi i soldi per la prossima dose. Ciò rese molte delle zone affette, inabitabili per il resto della popolazione. Inoltre, molti tossicodipendenti alla fine morirono a causa di malattie quali AIDS e epatite, dovute alla condivisione delle siringhe. In secondo luogo, il commercio di droga vide la formazione in città di organizzazioni criminali, il cui uso della violenza portò a diversi omicidi. La più famosa di queste uccisioni fu quella della giornalista Veronica Guerin nel 1996, che venne uccisa da criminali sui quali stava investigando per conto di un quotidiano domenicale. Il problema della droga portò a un diffuso movimento anti-droga, che raggiunse il suo apice a metà degli anni 1990, i cui membri cercarono di costringere gli spacciatori ad abbandonare i loro quartieri. Alcuni quartieri accusarono gli attivisti anti-droga di essere dei vigilantes, o una facciata per il Sinn Féin e l'IRA.
Benché il problema delle droghe pesanti a Dublino sia in qualche modo sotto controllo, grazie ai programmi di distribuzione del metadone ai tossicodipendenti e una migliore prospettiva economica per i giovani, non è affatto una cosa del passato. Di recente l'eroina è stata affiancata dall'introduzione della cocaina.

### Immigrazione
Dublino è stata tradizionalmente una città di emigrazione, con alti tassi di disoccupazione che costrinsero molti dei suoi abitanti a lasciare l'Irlanda per altri paesi, soprattutto Gran Bretagna e Stati Uniti. Comunque, l'ultimo decennio ha visto questo processo ribaltarsi in maniera drammatica, con il boom economico irlandese che ha attratto immigranti da tutto il mondo. Il gruppo più folto ad arrivare in città è quello degli emigranti irlandesi di ritorno, ma ci sono state immigrazioni molto ampie anche da altre nazionalità. Dublino è oggi casa di sostanziose comunità di cinesi, nigeriani, russi, romeni, e molti altri provenienti in particolare da Africa ed Europa Orientale. Dopo l'ingresso nell'Unione europea di diverse nazioni est-europee nel 2004, i loro cittadini sono diventati il più grande gruppo di immigranti a Dublino. La Polonia è il luogo di origine più comune, con oltre 100.000 giovani polacchi giunti in Irlanda dalla fine del 2005, la maggioranza dei quali è concentrata a Dublino.